# Nelson Werneck Sodré
Nelson Werneck Sodré (Rio de Janeiro, 27 de abril de 1911 – Itu, 13 de janeiro de 1999) foi um militar, professor, escritor, colunista e historiador brasileiro marxista.

## Biografia
Nelson Werneck Sodré nasceu no Rio de Janeiro, Distrito Federal, então capital do Brasil no dia 27 de abril de 1911.
Após estudar em escolas públicas e em alguns internatos, ingressou no Colégio Militar do Rio de Janeiro, em 1924. Passou a integrar o Exército Brasileiro ao entrar na Escola Militar do Realengo, em 1930. Concluído o curso em 1933, foi declarado Aspirante a Oficial em janeiro de 1934 e logo em seguida foi designado para servir no Regimento de Artilharia de Itu, o tradicional Regimento Deodoro.
Sua estreia na grande imprensa ocorreu em 1929, com a publicação do conto "Satânia", premiado pela revista O Cruzeiro. Em outubro de 1934 começou a colaborar no Correio Paulistano. Dois anos depois tornou-se, em sua própria opinião, "um profissional da imprensa", passando a assinar o rodapé de crítica literária naquele periódico e a ser remunerado pelos artigos publicados.
Entre os anos de 1938 e 1945 publicou algumas centenas de artigos em revistas e jornais, além de sete livros: História da Literatura Brasileira, em 1938; Panorama do Segundo Império, em 1939; a segunda edição de História da Literatura Brasileira, em 1940; Oeste, em 1941; Orientações do Pensamento Brasileiro, em 1942; Síntese do Desenvolvimento Literário no Brasil, em 1943; Formação da Sociedade Brasileira, em 1944 e O que se Deve Ler para Conhecer o Brasil, em 1945.
No início dos anos 1940, amigo pessoal de Graciliano Ramos, Jorge Amado e vários expoentes da literatura no período, já teria ingressado no Partido Comunista Brasileiro (PCB), então Partido Comunista do Brasil.
Até o início da década de 1950, Nelson Werneck Sodré teve uma sólida carreira militar, onde chegou a ser instrutor na Escola de Estado-Maior onde lecionava História Militar.  No ano de 1954, foi desligado da Escola de Estado-Maior devido às posições políticas que assumiu publicamente: por participar da diretoria do Clube Militar, empenhada na luta pelo monopólio estatal da pesquisa e lavra do petróleo no Brasil, e pela publicação, sob pseudônimo, de um artigo na Revista do Clube Militar, claramente identificado com as posições sustentadas à época pelo PCB, em que combatia a participação do Brasil na Guerra da Coreia.
Apesar de suas ligações com o então Ministro da Guerra, general Newton Estillac Leal, que presidira o Clube Militar durante a Campanha do Petróleo, Nelson Werneck Sodré teve de conformar-se em postos de pouco relevo: como oficial de artilharia numa guarnição em Cruz Alta, interior do Rio Grande do Sul, e numa Circunscrição de Recrutamento, no Rio de Janeiro (lotação considerada punitiva, à época).
Em 25 de agosto de 1961, Sodré foi promovido, por antiguidade, a coronel, no Exército. Em consequência, foi designado para o Quartel General da 8ª Região Militar, em Belém (Pará). Em sinal de protesto, solicitou a sua passagem para a reserva.
Durante a crise gerada pela renúncia de Jânio Quadros, Nelson Werneck Sodré ficou preso por dez dias por se se opor à tentativa do golpe que pretendia impedir a posse do vice-presidente eleito, João Goulart. Com a posse de Goulart, sob o regime parlamentarista, seu pedido de passagem à reserva foi despachado, anulado e, mais uma vez, Sodré foi determinado para servir na capital do Pará: agora em uma circunscrição militar. Pela segunda vez, requereu seu afastamento do serviço ativo do Exército e consumou a sua exclusão das fileiras militares.

## No ISEB
No primeiro trimestre de 1954, Sodré foi convidado por Alberto Guerreiro Ramos a participar do Instituto Brasileiro de Economia, Sociologia e Política (IBESP), que oferecia cursos, em nível de pós-graduação, no auditório do Ministério da Educação e Cultura. O IBESP foi, de acordo com Sodré, a “fase preliminar do ISEB”, e sua convivência com os ibespianos só teve início em 1955, após o seu retorno para o Rio de Janeiro, convidado pelo general Newton Estillac Leal para servir em seu Estado-Maior.
Ao final do governo Café Filho, em 1955, o IBESP passou por uma reformulação que alterou o seu nome para Instituto Superior de Estudos Brasileiros (ISEB). Como parte de seus integrantes se alinhara à candidatura de Juscelino Kubitschek, e a instituição “(...) não tinha sede nem estrutura, continuou, sob outro título, o novo, aquilo que o IBESP vinha fazendo."
Com o início do governo JK, em 1956, a estrutura do ISEB foi fortalecida e se tornou mais estável, embora os cursos ainda fossem ministrados no auditório do Ministério da Educação e Cultura. A partir do ano seguinte, o Instituto passaria a ocupar a sede que lhe havia sido destinada, no bairro de Botafogo.
No ISEB, a problemática do desenvolvimento brasileiro delineou, desde o início do governo Kubitschek, a existência de duas tendências: a que sustentava a participação de capitais estrangeiros na economia brasileira para acelerar o ritmo de sua expansão, e a que defendia o caráter autônomo do processo de industrialização no país, admitindo a presença do capital estrangeiro apenas sob o rígido controle do Estado.
Os conflitos provocados entre os adeptos dessas duas orientações causaram a exclusão dos chamados ‘entreguistas’ do ISEB, em 1960. Nelson Werneck Sodré se identificava com a tese do desenvolvimento autônomo de nossa economia. Através de estudos direcionados para a relação entre o colonialismo e o imperialismo, para a formação e constituição das classes sociais no Brasil e, em especial, para a discussão de quem seria o povo brasileiro e o papel que poderia desempenhar na luta anti-imperialista, nosso autor orientou a sua produção intelectual para a identificação da classe ou da aliança de classes que poderia encaminhar o processo revolucionário no país.
A participação no ISEB também assinalou o retorno de Nelson Werneck Sodré à publicação de livros. Em 1957, foram lançados As Classes Sociais no Brasil, curso pronunciado no IBESP em 1954, e O Tratado de Methuen. Em 1958, foi a vez de Introdução à Revolução Brasileira.
No ano de 1959, e a pedido de Umberto Peregrino, que dirigia a Biblioteca do Exército, Sodré organizou uma antologia de episódios militares brasileiros, Narrativas Militares. No ano seguinte, veio a público a terceira edição de História da Literatura Brasileira, uma obra nova que conservou apenas o título de seu livro de estreia, e a segunda edição de O que se Deve Ler para Conhecer o Brasil, obra de referência que também guardou apenas o nome, quando comparada à edição original.
No ano de 1961, Sodré lançou uma coleção de ensaios, A Ideologia do Colonialismo. Em novembro desse mesmo ano, no posto de General-de-Brigada do Exército brasileiro, Sodré solicitou a sua transferência para a reserva (ele não chegou a exercer o generalato na ativa). Com sua passagem à reserva, Nelson Werneck Sodré passou a se dedicar exclusivamente ao trabalho intelectual.
Desde a criação do ISEB, em 1956, até a sua extinção, com o golpe de 1964, Sodré foi responsável pelo Curso de Formação Histórica do Brasil. Desse curso resultou, após diversas reformulações, o livro Formação Histórica do Brasil, publicado em 1962. A interpretação da formação social brasileira apresentada na Formação Histórica do Brasil também inspirou a produção de material paradidático destinado a professores do ensino médio, a História Nova do Brasil, elaborada com a colaboração dos estagiários do Departamento de História do ISEB.
Ainda em colaboração com os estagiários do Departamento de História do ISEB, que se encarregaram da pesquisa, Nelson Werneck Sodré escreveu em poucos dias o livro Quem Matou Kennedy, lançado em dezembro de 1963, duas semanas após o assassinato do presidente dos EUA.
O livro Formação Histórica do Brasil conheceu uma versão condensada. Suas teses centrais foram expostas em Evolución Social y Económica del Brasil, publicado na Argentina em 1965, mas com data de 1964. A edição brasileira dessa obra foi lançada somente 1988 e reproduz integralmente o texto original. Conserva, inclusive, as notas de rodapé elaboradas pelo tradutor argentino, as quais, no julgamento de Sodré, “(...) parecem ruins”.

## Após o golpe de 1964
Duas semanas após o golpe de 1964, Nelson Werneck Sodré teve os seus direitos políticos cassados por dez anos pela Junta Militar que assumiu o poder. Sofrer a cassação não tinha desdobramentos apenas político-eleitorais. A posterior regulamentação das punições ampliou os seus efeitos, impedindo-o de lecionar e de escrever artigos para a imprensa.
Optou por não se exilar e dedicou-se, nos anos seguintes, a resistir da única forma que lhe parecia ser possível: escrevendo. Como os demais meios de comunicação lhe foram interditados, passou a escrever livros. Escrevendo em período integral, e sem contar a reedições, Sodré publicou quatro títulos em 1965: Ofício de Escritor: dialética na literatura, O Naturalismo no Brasil, As Razões da Independência e A História Militar do Brasil.
Também em 1965 começaram a ser apreendidos das livrarias e depósitos das editoras alguns de seus títulos. Além da História Nova do Brasil, foram recolhidos exemplares de Quem Matou Kennedy, da História da Burguesia Brasileira e de A História Militar do Brasil. Reeditado em 1968, esse livro foi proibido de circular em 1969 e mais uma vez os exemplares disponíveis nas livrarias e na editora sofreram apreensão. A reedição dessa obra motivou um novo Inquérito Policial Militar (IPM) contra Sodré.

## Morte
Nelson Werneck Sodré esteve lúcido até os seus últimos dias de vida. Continuava trabalhando quando foi internado na Santa Casa de Itu, em 11 de janeiro de 1999, para uma operação. Faleceu em 13 de janeiro do mesmo ano, devido à falência múltipla dos órgãos, septicemia e broncopneumonia. Deixou esposa, Yolanda Frugoli Sodré, e uma filha, Olga.

## Legado
Sodré é considerado um dos principais historiadores brasileiros do século XX. Até os dias atuais, muitos estudos acadêmicos são feitos colocando a obra de Sodré, sua vida e sua produção historiográfica de volta ao debate intelectual brasileiro.

## Obra
- Em 1966, o autor publicou uma obra de referência que vinha preparando há décadas, História da Imprensa no Brasil.[80] Em 1967, foram lançadas as Memórias de um Soldado e a terceira edição de uma obra de referência que vinha sendo reelaborada a cada vez que era publicada, O que se Deve Ler para Conhecer o Brasil.[81][82]
- Em 1968, publicou quatro antologias: Fundamentos da Economia Marxista, Fundamentos da Estética Marxista, Fundamentos do Materialismo Histórico e Fundamentos do Materialismo dialético.[83][84][85][86]
- Em 1970, vieram a público Síntese de História da Cultura Brasileira (escrito a pedido da direção do PCB) e as Memórias de um Escritor.[87][88][89]
- Em 1974 foi a vez de Brasil: Radiografia de um modelo.[90]
- Em 1976, Introdução à Geografia.[91]
- No ano de 1978, Sodré lançou três livros, A Verdade sobre o ISEB,[92] Oscar Niemeyer e A Coluna Prestes.[93][94]
- Em 1984, Vida e Morte da Ditadura: vinte anos de autoritarismo no Brasil.[95]
- No ano de 1985, Nelson Werneck Sodré publicou três títulos, Contribuição à História do PCB, O Tenentismo e História e Materialismo Histórico no Brasil.[96][97]
- Em 1986 são lançados História da História Nova e A Intentona Comunista de 1935.[98][99]
- Em 1987, O Governo Militar Secreto e Literatura e História no Brasil Contemporâneo.[100][101]
- Em 1988, as Memórias de um Escritor são republicadas com o título Em Defesa da Cultura.[102][103]
- Em 1989, vem a público A República: uma revisão histórica, A Marcha para o Nazismo e um pequeno ensaio que assinalou a participação de nosso autor na primeira eleição direta para a presidência da república no Brasil após o golpe de 64, O Populismo, a confusão conceitual.[104][105][106]
- No ano de 1990, foram publicados Capitalismo e Revolução Burguesa no Brasil (reunião de textos elaborados no fim dos anos 1970),[107] O Fascismo Cotidiano e mais um volume de sua memorialística, Desenvolvimento brasileiro e luta pela cultura nacional e A Luta pela Cultura.[108][109]
- Em 1992 é publicado o penúltimo volume de suas memórias, A Ofensiva Reacionária, concluídas com o lançamento, em 1994, de A Fúria de Calibã: memórias do golpe de 64.[110][111]
- Em 1995, a Graphia Editorial lançou A Farsa do Neoliberalismo, seguido pela reedição de seis obras do historiador: Capitalismo e Revolução Burguesa no Brasil, Panorama do Segundo Império, Literatura e História no Brasil Contemporâneo, Formação Histórica do Brasil (com posfácio de Emir Sader), História da Literatura Brasileira (com posfácio de André Moisés Gaio) e As Razões da Independência (com posfácio de Ricardo Maranhão).[112][113]
- Em 1998, foi publicado Tudo é Política, 50 anos do pensamento de Nelson Werneck Sodré em textos inéditos em livro e censurados, organizados por Ivan Alves Filho.[66]

## Obras sobre Nelson Werneck Sodré
- CPDOC-FGV. Nelson Werneck Sodré. Dados biográficos.
- Daniela Conte. Nelson Werneck Sodré na historiografia brasileira: concepção de história de um intelectual militar, comunista e não acadêmico
- Lincoln de Abreu Penna: A República dos manifestos militares. Nelson Werneck Sodré, um intérprete republicano, Rio de Janeiro (E-Papers) 2011. ISBN 978-85-7650-310-1
- José Paulo Netto: Nelson Werneck Sodré. O general da história e da cultura, São Paulo (Expressão Popular) 2011. ISBN 978-85-7743-192-2
- Paulo Ribeiro da Cunha: Nelson Werneck Sodré. Entre o sabre e a pena, São Paulo (Ed. da Unesp) 2006. ISBN 85-7139-662-0
- Marcos Silva: Nelson Werneck Sodré na historiografia brasileira (Simpósio Nelson Werneck Sodré na Historiografia Brasileira. Universidade de São Paulo, Faculdade de Filosofia, Letras e Ciências Humanas 1999), Bauru, SP (EDUSC, Ed. da Univ. do Sagrado Coração) 2001. ISBN 85-7460-116-0